# Berlens
Berlens (toponimo francese; in tedesco Berlingen, desueto) è una frazione di 266 abitanti del comune svizzero di Mézières, nel Canton Friburgo (distretto della Glâne).

## Storia

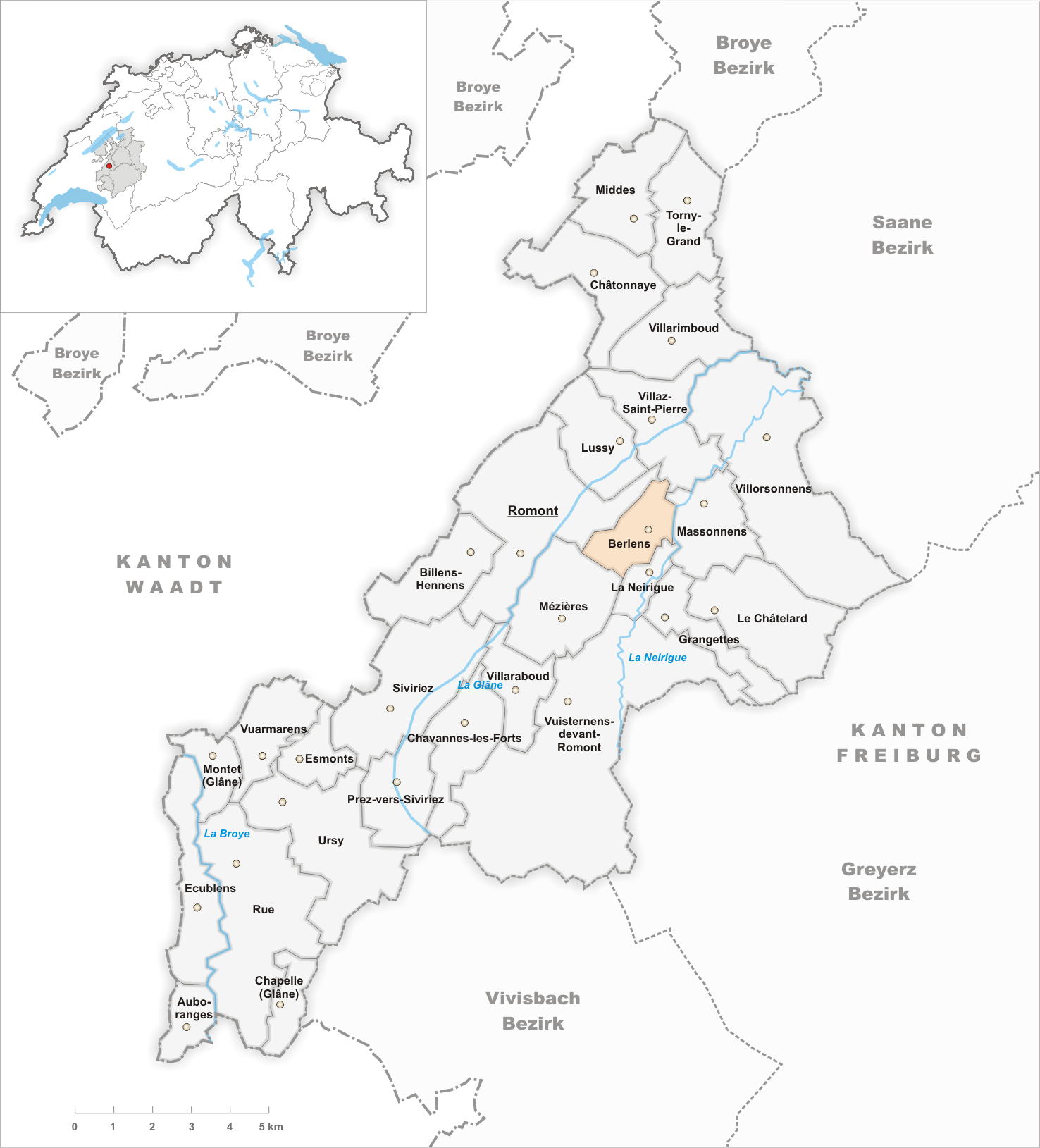
Il territorio del comune di Berlens prima degli accorpamenti comunali del 2004

Già comune autonomo, nel 2004 è stato accorpato a Mézières.

## Monumenti e luoghi d'interesse

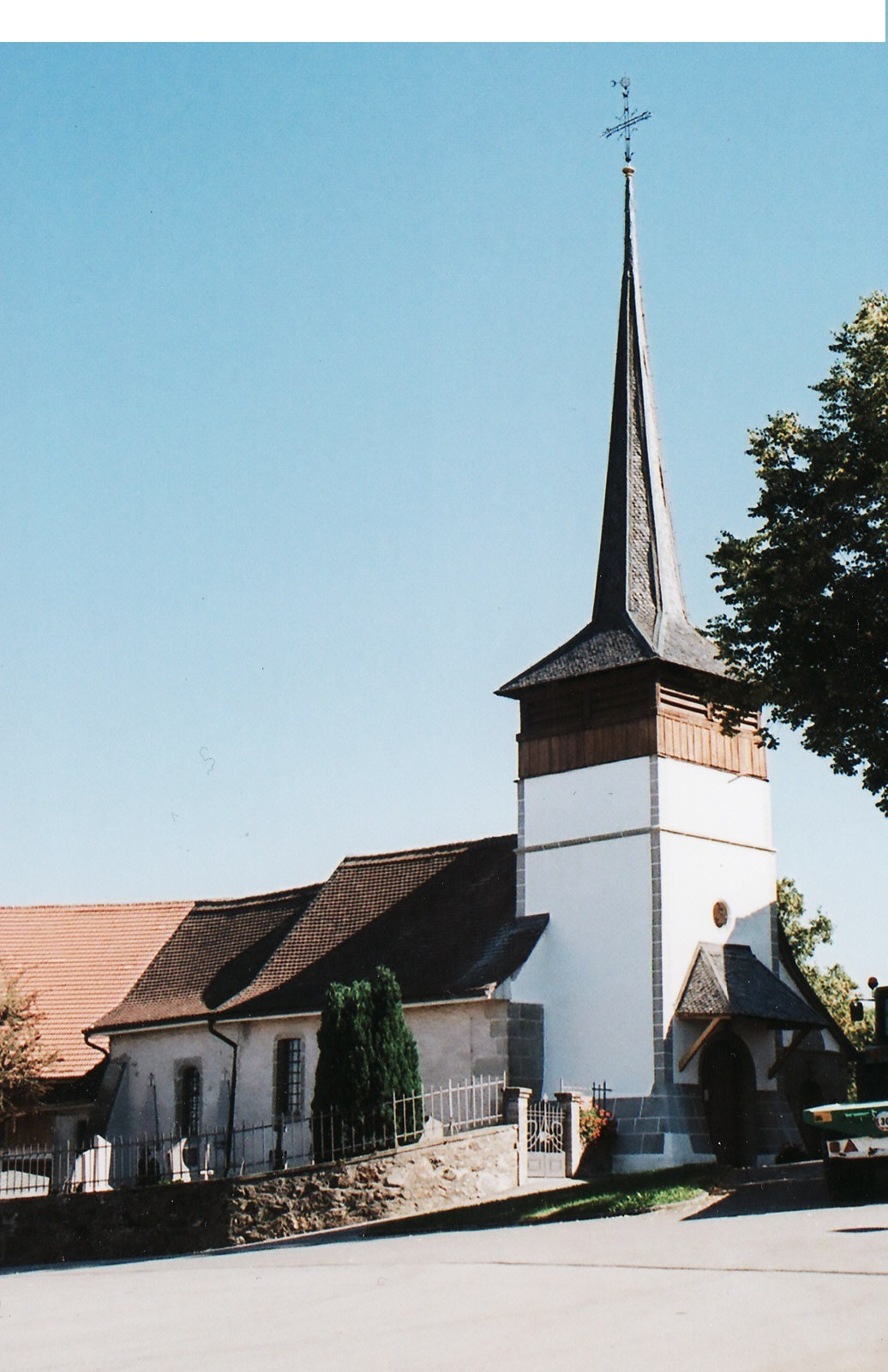
La chiesa cattolica di Nostra Signora

- Chiesa cattolica di Nostra Signora, eretta nel XII-XIV secolo e ricostruita nel 1661[1].

## Società

### Evoluzione demografica
L'evoluzione demografica è riportata nella seguente tabella:
Abitanti censiti

## Amministrazione
Ogni famiglia originaria del luogo fa parte del comune patriziale che ha la responsabilità della manutenzione di ogni bene comune.